# The Nice
The Nice is een Britse prog-rock band uit eind jaren zestig, bekend voor zijn combinatie van rock, jazz en klassieke muziek.
De leden van de band waren 
- Keith Emerson op keyboard
- Lee Jackson op basgitaar
- Brian Davison op drums
- David O'List op gitaar

De groep begon in 1967 als begeleiding van de soulzangeres P.P. Arnold. Het debuutalbum The thoughts of Emerlist Davjack verscheen in maart 1968. Tijdens de opnames van het tweede album Ars Longa, Vita Brevis verliet O'List de groep, waarna ze als trio verder gingen.
The Nice maakte in 1968 met een bewerking van Leonard Bernsteins America (B-kant: Diamond Hard Blue Apples of the Moon) naar zeggen van Keith Emerson de eerste instrumentale protestsong ooit. Behalve het thema van de West Side Story bevatte de track ook nog fragmenten uit Dvořáks symfonie ‘Uit de Nieuwe Wereld’.
In maart 1970 maakte de groep bekend dat ze uit elkaar zouden gaan. Een rapport over deze beslissing van de band werd afgedrukt in Melody Maker. In mei 1970 verscheen nog het succesvolle livealbum Five Bridges dat in Engeland de 2de plaats bereikte. Na het uiteenvallen van de groep vormt Emerson met (bas)gitarist Greg Lake en drummer Carl Palmer Emerson, Lake and Palmer, vaak kortweg ELP genoemd. Jackson en Davison vormden samen Jackson Heights en toen later Patrick Moraz zich aansloot, werd deze band omgedoopt tot Refugee. In april 1971 werd het postume livealbum Elegy uitgebracht. Het album bereikte nummer 5 in het Verenigd Koninkrijk.
In 2002 is The Nice tijdelijk weer bij elkaar geweest en hebben ze een aantal concerten gegeven.

## Citaat
- America was pregnant with promise and anticipation, but was murdered by the hand of the inevitable. ("America", 1968, gesproken door de toen driejarige zoon van P.P. Arnold)

## Discografie
| jaar | artiest  | titel                                          |
| ---- | -------- | ---------------------------------------------- |
| 1968 | The Nice | The thoughts of Emerlist Davjack               |
| 1968 | The Nice | Ars Longa Vita Brevis                          |
| 1969 | The Nice | Nice Hang On To A Dream, [NL]                  |
| 1970 | The Nice | Five Bridges                                   |
| 1970 | The Nice | Best of the Nice                               |
| 1971 | The Nice | Elegy                                          |
| 1971 | The Nice | Keith Emerson with the Nice                    |
| 1973 | The Nice | In memoriam – the Nice                         |
| 1975 | The Nice | Immediate story                                |
| 2000 | The Nice | Have a Nice Day                                |
| 2001 | The Nice | Absolutely the Best - Keith Emerson & the Nice |
| 2002 | The Nice | Live at the BBC                                |
| 2002 | The Nice | The Swedish Radio Sessions                     |
| 2003 | The Nice | Vivacitas (Live Glasgow '02)                   |